# Època estuardiana
L'època estuardiana és un període de la història britànica que abasta des del 1603 al 1714. Comença amb l'accés al tron de Jaume I de la Dinastia Estuard i acaba amb la defunció de la reina Anna sense descendència. Amb la seva mort, la corona anglesa va caure en mans d'un príncep de la Casa dels Hannover, Jordi I.

## Cronologia
Aquesta època comprèn:
1603-1625Període de Jaume I
1625-1642Període de Carles I
1642-1651Guerra civil anglesa
1651-1660English Interregnum
1. El Protectorat
2. Commonwealth d'Anglaterra

1660Restauració de Carles II d'Anglaterra i d'Escòcia
1688Revolució Gloriosa